# .gw
.gw este un domeniu de internet de nivel superior, pentru Guineea-Bissau (ccTLD).